# كوزابسكال (كيبك)
كوزابسكال (بالإنجليزية: Causapscal)‏ هي بلدة و بلدية محلية في كيبيك تقع في كندا في لا ماتابيديا. يقدر عدد سكانها بـ 2,458 نسمة ومساحتها 161.00 كم2 .